# Rappresentanza sindacale aziendale
La rappresentanza sindacale aziendale (RSA), in Italia, è un organismo collettivo rappresentativo di gruppi di lavoratori, in riferimento alla loro iscrizione ad un sindacato riconosciuto in una stessa realtà lavorativa.
È prevista sia nel settore privato sia nel settore pubblico, così come la rappresentanza sindacale unitaria (RSU).

## Disciplina normativa
La RSA trova il proprio fondamento giuridico nello statuto dei lavoratori, art. 19. A seguito dei referendum abrogativi del 1995, furono approvati i d.p.r. n. 312 e n. 313 del 28 luglio 1995, a seguito dei quali:
(art. 19 Statuto dei Lavoratori, dopo il 1995)
Potevano formarsi RSA anche con sindacati creati in azienda e non esistenti all'esterno, purché firmatari di un contratto collettivo di qualsiasi livello. Sono appunto qualificati come contratti collettivi, anche i contratti aziendali, al pari di quelli firmati a livello nazionale/regionale/territoriale dai più noti sindacati nazionali. La legge del 1970 all'art. 17, vieta ai datori la creazione di sindacati di comodo: che con questa norma, potevano diventare RSA elette e firmatarie di accordi. 
Con sentenza della Corte Costituzionale 3 luglio 2013, n. 231 la Consulta ha dichiarato l'illegittimità dell'art. 19 nella parte in cui non prevedeva che la Rappresentanza Sindacale Aziendale sia costituita anche da associazioni sindacali che, pur non avendo sottoscritto contratti collettivi applicati nell'azienda, abbiano partecipato alla trattativa. L’esclusione di tali soggetti si sarebbe posta in contrasto con la libertà sindacale di cui all’art.39 Cost., costituendo infatti l’onere della firma per la costituzione di una rappresentanza una evidente limitazione della libertà dell’organizzazione nella fase di trattativa con la controparte datoriale. La sentenza parla inoltre del requisito di soglie di rappresentatività e dell'obbligo a trattare con le organizzazioni sindacali che superino una determinata soglia di sbarramento, la cui fissazione compete al legislatore.

## Caratteristiche
Per la RSA non è previsto:
- metodo di voto (come per le RSU);
- norme elettorali per gli accordi aziendali

## L'accordo interconfederale del 2014
In assenza di una specifica legge su rappresentanza e rappresentatività (mai votata nel dopoguerra), l'Accordo Interconfederale del 10 gennaio 2014 che regola per la prima volta la materia in modo unitario ed organico - detto anche Testo Unico sulla Rappresentanza Sindacale. Tra i contenuti principali:
- l'accordo fissa al raggiungimento del 5% a livello nazionale la soglia di rappresentanza (certificata da un ente terzo in base a deleghe dei lavoratori e voti alla RSU) necessaria ad un sindacato per avere il diritto di partecipare alle trattative per i CCNL nazionali (informazione, consultazione, firma). Nessuna soglia è indicata per CCNL regionali, territoriali o aziendali,
- il CCNL nazionale è valido se firmato dal 50%+1 della rappresentanza, e votato dal 50%+1 dei lavoratori cui si applica, anche non iscritti a sindacati (non è previsto quorum degli aventi diritto perché la votazione sia valida)
- RSU elette col metodo proporzionale puro (quorum del 50%, 5% delle firme degli elettori per presentare le liste)
- RSU firmano contratti collettivi aziendali unitari, vincolanti ed esigibili senza obbligo di voto:

- alternatività di RSU e RSA:

(Accordo Interconfederale 10 Gennaio 2014)
- se non c'è la RSU, la RSA firma accordi aziendali vincolanti (contano solo le deleghe e non i voti), ma c'è obbligo di voto: